# Michail Pawlowitsch Wassiljew
Michail Pawlowitsch Wassiljew (russisch Михаил Павлович Васильев; * 13. Mai 1924 in Tschinejewo, Rajon Jurgamyschski, Oblast Ural, RSFSR, Sowjetunion; † 14. August 1990 in Leningrad) war ein sowjetischer Theater- und Film-Schauspieler.

## Leben und Leistungen
Wassiljew schloss im Jahr 1942 die Schule ab nahm als Angehöriger der Sowjetischen Marine am Deutsch-Sowjetischen Krieg teil, in dem er schwer verwundet wurde.
Nach der Demobilisierung im Jahr 1949 begann Wassiljew seine Schauspiellaufbahn 1950 beim Regionalen Dramatheater Blagoweschtschensk, dem heutigen Amurer Dramatheater, wo er 1952 auch seine Ausbildung abschloss. Bis zu diesem Zeitpunkt war er außerdem Instrukteur am Kulturhaus des Rajons Seiski. Nach Engagements an verschiedenen Bühnen trat Wassiljew ab 1960 beim Leningrader Theater der Filmdarsteller auf.
Der schwergewichtige Mime gab sein Filmdebüt in Der stille Don unter der Regie von Sergei Gerassimow. Er trat in den darauffolgenden 30 Jahren in über 60 Filmen auf und konzentrierte sich dabei auf charakteristische Nebenrollen. Von 1960 bis 1987 stand Wassiljew bei Lenfilm unter Vertrag. Zu seinem Schaffen gehören weitere Romanverfilmungen wie Кочубей (Kotschubej, 1958) nach Arkadi Perwenzew und Neuland unterm Pflug (1960) nach Michail Scholochow, die Märchenfilme Die Nacht vor Weihnachten und Die Schneekönigin sowie die sowjetisch-tschechoslowakischen Koproduktion Большая дорога (Bolschaja doroga) bzw. Velká cesta (1962), die auf Jaroslav Hašeks Dienst im Ersten Weltkrieg basiert.
Seinen Abschied gab er 1988 in Имя (Imja).
Über sein Wirken vor der Kamera hinaus war Wassiljew als Sprecher in dem Animationsfilm Возвращение с Олимпа (Woswraschtschenije s Olimpa, 1969) und in der russischsprachigen Fassung von Potato Fritz (1976) zu hören.
Er starb 66-jährig und wurde auf dem Leningrader Nordfriedhof beigesetzt.
Michail Pawlowitsch Wassiljew war mit keinem der beiden gleichnamigen Kommandanten der Roten Armee identisch.

## Ehrungen
Wassiljew war Träger folgender Auszeichnungen:
- Orden des Vaterländischen Krieges I. Klasse (6. April 1985)[11]
- Orden des Roten Sterns (18. Juli 1945)[12]
- Tapferkeitsmedaille[13]
- Medaille „Sieg über Deutschland“[13]
- Medaille „Für die Einnahme Königsbergs“[13]
- Medaille „Für den Sieg über Japan“[13]

## Privates
Wassiljew war dreimal verheiratet, aus erster Ehe hatte er einen Sohn namens Wjatscheslaw und aus zweiter eine Tochter namens Victoria. Seine dritte Ehefrau war die Schauspielerin und Regisseurin Walentina Pawlowna Krawtschenko (1923–2007), die ebenfalls bei Lenfilm tätig war.

## Filmografie (Auswahl)
- 1957: Der stille Don – Teil 1. (Tichi Don)
- 1957: Der stille Don – Teil 2.
- 1960: Neuland unterm Pflug (Podnjataja zelina)
- 1961: Rette sich, wer kann! (Polosaty reis)
- 1962: Die Nacht vor Weihnachten (Wetschera na chutore blis Dikanki)
- 1965: Der Auftrag (Mandat)
- 1966: Republik der Strolche
- 1966: Tibul besiegt die Dickwänste
- 1967: Die Schneekönigin (Sneschnaja korolewa)
- 1983: 10 Tage, die die Welt erschütterten II (Krasnye kolokola, film wtoroi - Ja widel roschdenije nowogo mira)
- 1984: Der Waffenschmied vom Ural (Demidowy)